# Joakim Nilsson
Joakim Nilsson (31 de março de 1966) é um ex-futebolista sueco que atuava como meio-campo.

## Carreira
Nilsson competiu na Copa do Mundo FIFA de 1990, sediada na Itália, na qual a seleção de seu país terminou na vigésima primeira colocação dentre os 24 participantes.